# جورجو روسی
جورجو روسی (ایتالیایی: Giorgio Rossi؛ زادهٔ ۱ آوریل ۱۹۴۸) دوچرخه‌سوار اهل ایتالیا است.
وی در مسابقات کشوری و بین‌المللی در مجموع برندهٔ ۱ مدال طلا، ۱ مدال نقره، ۳ مدال برنز شده‌است.